# 多萝西·莎士比亚

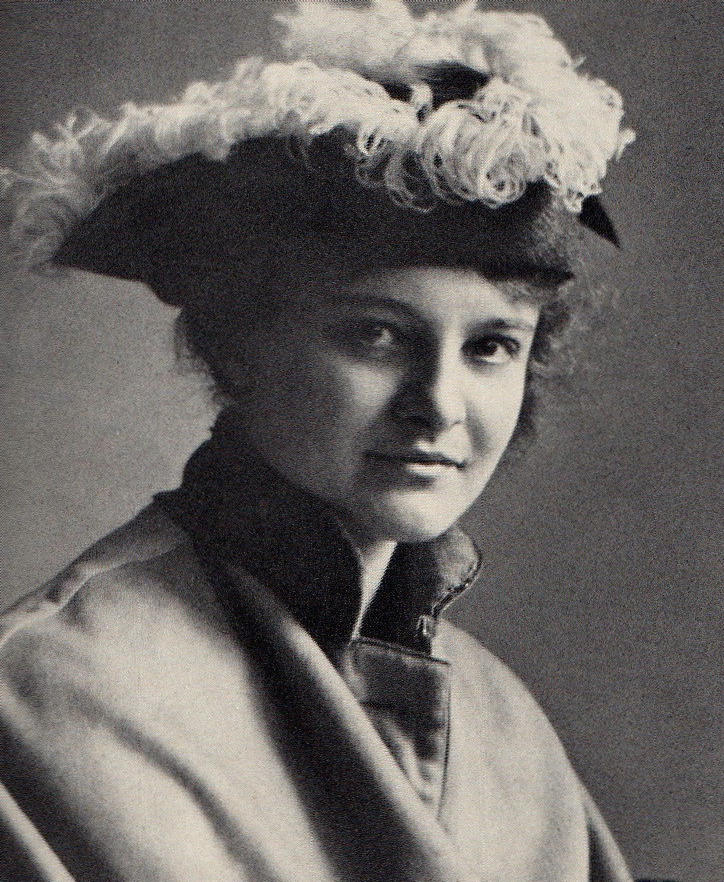

多萝西·莎士比亚（Dorothy Shakespear，1886年—1973年），英国艺术家，奥利维亚·莎士比亚之女，艾兹拉·庞德之妻。她是漩涡主义运动的参与者，她的作品通常发表于《BLAST》文艺杂志。
多萝西1909年认识庞德，1914年两人结婚。1920年两人移居巴黎，几年后定居意大利拉帕洛。1920年代庞德与奥尔加·拉奇发生婚外恋，这段韵事一直持续到庞德之死。1926年她产下一女奥马尔·庞德，多萝西将此女送至英格兰给母亲抚养。1930年代她由于获得许多遗产而能够经济独立，但由于庞德的建议在墨索里尼法西斯主义政权上抛了不少钱。
二战后庞德夫妇在美国华盛顿度过一段时间，1958年两人返回意大利。1960年代她独自一人回到伦敦。